# Jo Jorgensen
Jo Jorgensen (Libertyville, Illinois; 1 de mayo de 1957) es una empresaria, psicóloga,  profesora y activista libertaria estadounidense. Fue la candidata del Partido Libertario en las elecciones presidenciales de Estados Unidos de 2020. En las elecciones de 1996 Jorgensen fue candidata a vicepresidenta de los Estados Unidos por el Partido Libertario, siendo Harry Browne el candidato a presidente. También fue la candidata libertaria para la cámara de representantes por el 4.º distrito congresional de Carolina del Sur en 1992, obteniendo 4 286 votos, equivalente a un 2,2%.

## Infancia y educación
Jorgensen nació en Libertyville, Illinois pero criada en Grayslake, en el mismo Estado. En Grayslake asistió a la Escuela Central de Grayslake.
En 1979 Jorgensen obtiene la licenciatura en psicología en la Universidad Baylor. Un año más tarde obtiene una maestría en administración en la Universidad Metodista del Sur. Comenzó su carrera laboral trabajando para IBM. Luego pasó a ser copropietaria y presidenta de Digitech Inc.
En 2002 obtuvo un doctorado en psicología del trabajo y de las organizaciones en la Universidad Clemson. En este mismo centro de estudios Jorgensen es profesora titular de psicología.

## Candidata a vicepresidenta en 1996
Para las elecciones presidenciales de 1996, el Partido Libertario designó a Jorgensen para ser la candidata a la vicepresidencia de los Estados Unidos junto a Harry Browne como candidato a presidente. En las elecciones internas del partido Jo obtuvo el 92% de los votos.
Participó en un debate de candidatos a vicepresidentes televisado por C-SPAN el 22 de octubre. Los demás participantes fueron Herbert Titus del Partido de los Contribuyentes y Mike Tompkins del Partido Ley Natural.
Las papeletas por la fórmula presidencial Browne-Jorgensen estuvieron disponibles en todo el país. La fórmula recibió un total de 485 759 votos, correspondiente al 0,5% del total de votos emitidos, quedando en quinta posición. Hasta ese momento esa fue la mejor participación del Partido Libertario en las elecciones presidenciales de Estados Unidos desde las elecciones de 1980.

## Candidata a presidenta en 2020
El 13 de agosto de 2019 Jorgensen se registró en la Comisión Federal Electoral para ser precandidata por el Partido Libertario en las elecciones presidenciales del 2020. Lanzó formalmente su campaña el 2 de noviembre del mismo año en la Convención del Partido Libertario de Carolina del Sur, después de haber participado en un debate entre los precandidatos del Partido Libertario de dicho Estado en el mismo día. En las elecciones primarias Jorgensen se posicionó segunda en el Partido Libertario, ganando una de once primarias.
El 23 de mayo de 2020 Jorgensen se convertía en la candidata presidencial del Partido Libertario, siendo la primera mujer en ser candidata a la presidencia por este partido y la única mujer en competir por la presidencia en las elecciones de 2020. En el mismo día los seguidores de Jorgensen utilizaron el eslogan de campaña que utilizó Hillary Clinton en las elecciones de 2016, "I'm With Her", en busca de atraer a la víctimas de agresiones sexuales alegadas en contra del candidato demócrata Joe Biden y del presidente Donald Trump. Dicho eslogan fue tendencia en Twitter y apareció en los titulares de prensa nacional.

## Posiciones políticas

### COVID-19
Jorgensen ha declarado que la respuesta del gobierno estadounidense frente a la pandemia del nuevo coronavirus es "la agresión más grande de nuestras libertades en nuestras vidas", refiriéndose a las restricciones individuales y a las ordenanzas de "Quédate en casa", así como rescates corporativos, que, según Jo, son antiéticos para los principios del libre mercado.

### Desmilitarización de la policía
Promueve la desmilitarización de policía, alegando que el deber policial "es ir a por los perpetradores de crímenes violentos específicos, no para actuar como una fuerza contra las personas."

### Guerra contra las drogas
Jorgensen se opone a la guerra contra las drogas, la cataloga como una política "racista" y "fallida". Apoya la abolición de leyes que regulan el consumo de drogas.

### Inmigración
Durante un debate primario del Partido Libertario, dio a conocer su intención de parar la construcción del muro fronterizo que continuó construyendo Donald Trump y eliminar las cuotas que limitan quiénes pueden entrar en los Estados Unidos. En otro debate primario dijo que abriría las fronteras y culpó a los medios de comunicación de tener un sentimiento antiinmigratorio por cubrir de forma desproporcionada los crímenes cometidos por inmigrantes. Argumenta que la inmigración ayuda a la economía y que la mezcla cultural es beneficiosa.

### Medio ambiente
Jorgensen se muestra a favor de las plantas nucleares para reducir las emisiones de CO2. Apoya la quita de subsidios a todas las demás formas de producción de energía, dando a la energía nuclear la oportunidad de "jugar en todo el campo", aunque también apoya el fracking, siempre y cuando las empresas que lo practiquen se hagan cargo de los daños causados.

### Política exterior
Joanne se opone a los embargos, a las sanciones económicas y a las ayudas al extranjero. Apoya la retirada de las tropas estadounidenses de guerras de terceros. Además, favorece el no-intervencionismo, el libre comercio con otras naciones.

### Reforma de la justicia
Jorgensen se opone a la confiscación federal de activos de sospechosos de delitos durante la investigación del presunto delito. A su vez critica las altas tasas de encarcelación de los Estados Unidos.

### Salud
Propone un sistema de libre mercado en cuanto a salud frente al sistema actual.

### Seguridad social
La seguridad social "será drásticamente cambiada". Uno de los puntos más criticados y controvertidos de los planes de Jorgensen es que cualquier ciudadano estadounidense podrá "darse de baja" de la seguridad social. Quienes tomen esta opción podrán invertir el 6,2% de sus contribuciones en una cuenta jubilatoria, pero no podrá recibir los beneficios de la seguridad social al jubilarse. Jorgensen trabaja en crear un sistema financieramente estable para quienes opten por pagar sus impuestos respecto a quienes opten no hacerlo.

### Trabajo sexual
Jo Jorgensen se ha mostrado públicamente favorable a la derogación de las leyes que criminalizan la prostitución (la cual es ilegal en 49 estados de los Estados Unidos). Ha declarado públicamente que "las trabajadoras sexuales merecen protección legal mientras estén en el trabajo y, mientras este se mantenga ilegal, sus clientes podrán aprovecharse de ellas, además de ser penalizadas por la ley". Uno de los lemas de campaña de Jorgensen a las elecciones presidenciales de 2020 trató acerca de la prostitución ("La prostitución es básicamente capitalismo y sexo, ¿contra cuál de esos dos estás en contra? Yo estoy a favor de ambos"), llegando a convertirse en un meme de Internet.